# باشگاه فوتبال آکادمیکو ویزئو
باشگاه فوتبال آکادمیکو ویزئو (به پرتغالی: Académico de Viseu Futebol Clube) یک باشگاه فوتبال پرتغالی است که در شهر ویزئو مستقر است. در سال ۱۹۱۴ به عنوان باشگاه فوتبال آکادمیکو (به پرتغالی: Clube Académico de Futebol) افتتاح شد و در طی سالیان مختلف دستخوش تغییرات بسیاری شد. در سال ۲۰۰۵ به علت مشکلات مالی به کار خود پایان داد و بار دیگر تحت نام فعلی‌اش بازگشایی شد. این باشگاه در دسته دوم فوتبال پرتغال رقابت می‌کند و بازی‌های خانگی خود را در ورزشگاه فونتلو (به پرتغالی: Estádio do Fontelo) با گنجایش ۹٬۰۰۰ نفر برگزار می‌کند.